# Прапор Сурсько-Литовського
Пра́пор Су́рсько-Лито́вського — один з офіційних символів села Сурсько-Литовське Дніпровського району Дніпропетровської області, затверджений 9 грудня 2016 р. рішенням № 302-15/VII XV сесії Сурсько-Литовської сільської ради VII скликання.
Квадратне полотнище розділене зеленим прямим хрестом на чотири рівновеликі частини. У верхній древковій синій частині по діагоналі до древка злітає білий лелека з чорним оперенням, червоними лапами і дзьобом. У верхній вільній і нижній древковій жовтих частинах по одній червоній геральдичній троянді з зеленими листочками. У нижній вільній червоній частині жовта підкова вушками догори. Ширина рамен хреста 1/12 від ширини прапора.